# Józef Jungrav
Józef Maksymilian Jungrav vel Jungraw (ur. 25 marca 1897 w Lublanie, zm. 7 sierpnia 1952 w Warszawie) – pułkownik pilot Wojska Polskiego, szef Oddziału Ogólnego w Dowództwie Lotnictwa w Paryżu, komendant Szkoły Bombowej w Wielkiej Brytanii.

## Życiorys
Syn urzędnika Rudolfa i Reginy z domu Hurtig. W 1907 ukończył szkołę powszechną w Stanisławowie, a maturę złożył w gimnazjum klasycznym we Lwowie. W 1914 powołany został do cesarskiej i królewskiej armii. Po ukończeniu Szkoły Oficerów Rezerwy Artylerii w Salzburgu, w stopniu chorążego, walczył w szeregach 31 pułku artylerii polowej na froncie galicyjskim, a następnie – 30 pułku artylerii polowej.
Od 1918 w Wojsku Polskim. Służył w 16 pułku artylerii polowej w Grudziądzu. Walczył na frontach wojny polsko-bolszewickiej w 1920. Po wojnie pełnił służbę w 30 pułku artylerii polowej. 16 grudnia 1922 roku został przeniesiony do Doświadczalnego Centrum Wyszkolenia Armii w Rembertowie na stanowisko kierownika wychowania fizycznego. W lutym 1924 został przydzielony do Oddziału III Sztabu Generalnego w Warszawie na stanowisko referenta. 1 grudnia 1924 roku został awansowany na kapitana ze starszeństwem z dniem 15 sierpnia 1924 roku i 30. lokatą w korpusie oficerów artylerii.
Na początku 1926 był działaczem Polskiego Związku Narciarskiego. Z lotnictwem związał się w 1926, ukończył kurs Oficerskiej Szkoły Aeronautycznej oddział w Grudziądzu, uzyskując specjalność obserwatora. W 1928 był zweryfikowany w korpusie oficerów lotnictwa z lokatą 4. Przydzielony do 1 pułku lotniczego w Warszawie, był zastępcą dowódcy eskadry. Następnie dowodził 31 eskadrą liniową w Poznaniu. Od 1931 kierował Wydziałem Wyszkolenia Departamentu Aeronautyki Ministerstwa Spraw Wojskowych w Warszawie, później Dowództwa Lotnictwa. W tym okresie ukończył także Wyższą Szkołę Dziennikarską oraz później Szkołę Wojskową w Camberley, Wielkiej Brytanii. 12 marca 1933 roku został awansowany na majora ze starszeństwem z dniem 1 stycznia 1933 roku i 6. lokatą w korpusie oficerów aeronautycznych.

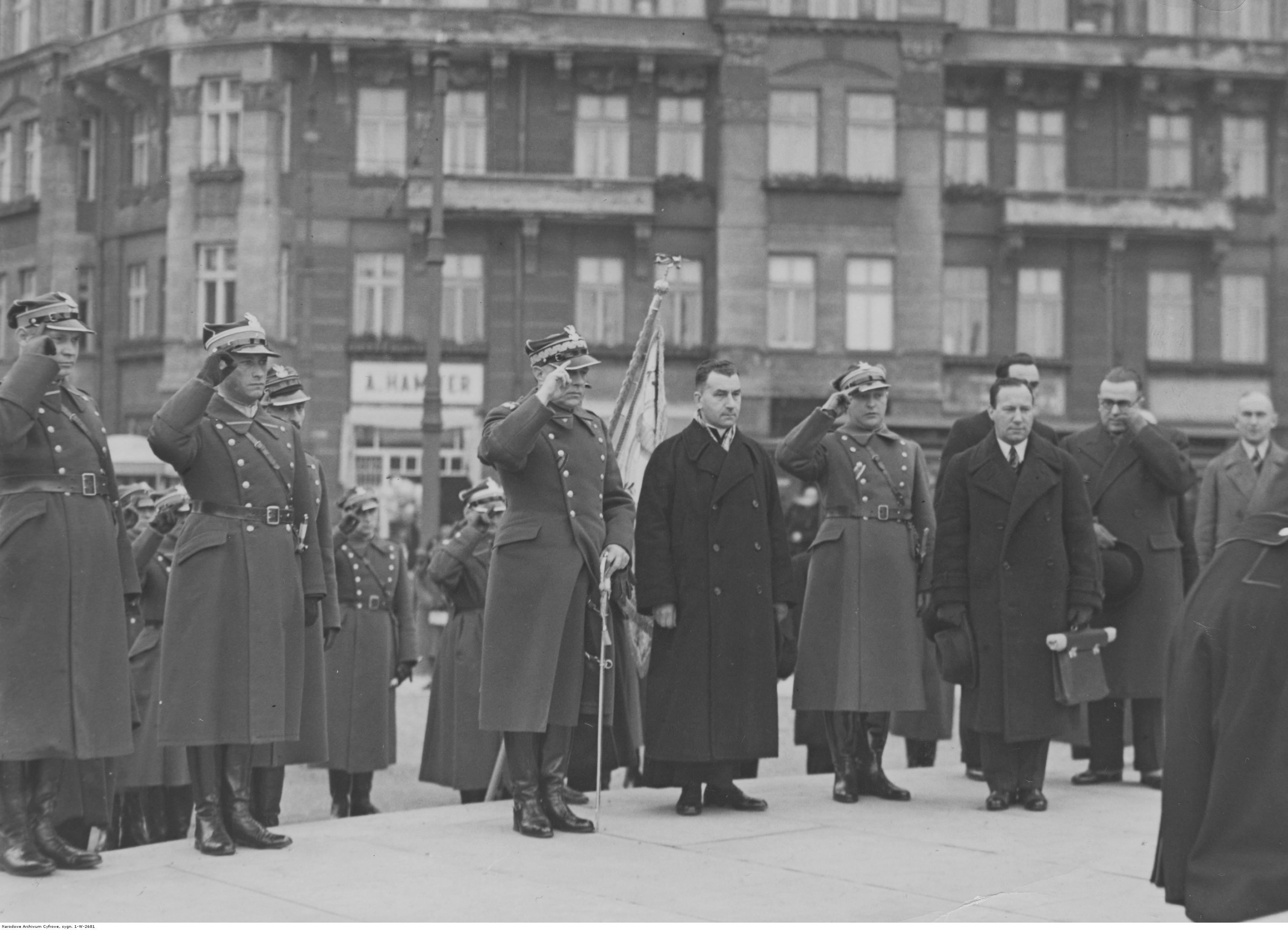
Złożenie wieńca przez ZG LOPP pod pomnikiem poległych lotników w Warszawie - mjr Józef Jungrav 2. z lewej

Od 1936 roku był zastępcą dowódcy 6 pułku lotniczego we Lwowie, a od 1938 roku wykładowcą w Wyższej Szkole Lotniczej w Warszawie. Na podpułkownika został awansowany ze starszeństwem z dniem 19 marca 1939 roku i 3. lokatą w korpusie oficerów lotnictwa. W tym samym roku pełnił służbę w Inspektoracie Obrony Powietrznej Państwa na stanowisku szefa Wydziału Operacyjnego.
W kampanii wrześniowej 1939 roku pełnił służbę w Sztabie Naczelnego Dowódcy Lotnictwa i Obrony Powietrznej na stanowisku szefa Wydziału Operacyjnego. W eskadrze rozpoznawczej Naczelnego Dowództwa Lotnictwa wykonał 16 lotów bojowych. Internowany w Rumunii. W październiku 1939 przez Jugosławię i Włochy przedostał się do Francji, a następnie Wielkiej Brytanii. Posiadał numer służbowy RAF 76838. W 1940 roku w Paryżu był szefem Oddziału Ogólnego Dowództwa Lotnictwa. Krótko kierował Szkołą Bombardowań i Strzelań Lotniczych w Penhors oraz katedrą taktyki lotniczej w Szkocji. Zwolnił się z wojska i podjął pracę jako zastępca redaktora nocnego w sekcji polskiej radia BBC. W 1944 roku powrócił do służby czynnej i objął kierownictwo katedry lotnictwa w Wyższej Szkole Wojennej.
W 1946 roku, za namową ówczesnego attaché wojskowego w Londynie pułkownika Józefa Kuropieski, powrócił do kraju i podjął służbę w Wojsku Polskim. Kierował referatem lotniczym w Biurze Studiów Oddziału II Sztabu Generalnego, był wykładowcą lotnictwa w Akademii Sztabu Generalnego. Pomimo wysokich ocen Departament Personalny MON uznał, że „w odrodzonym Wojsku Polskim pozostać nie może”. Nie zezwolono mu na pracę w „Wojskowym Przeglądzie Lotniczym”, zatrudnił się jako inspektor w spółce łowieckiej, a następnie w Sitkówce pod Kielcami jako kierownik bazy sprzętu Państwowego Przedsiębiorstwa Robót Komunikacyjnych nr 1 w Warszawie.

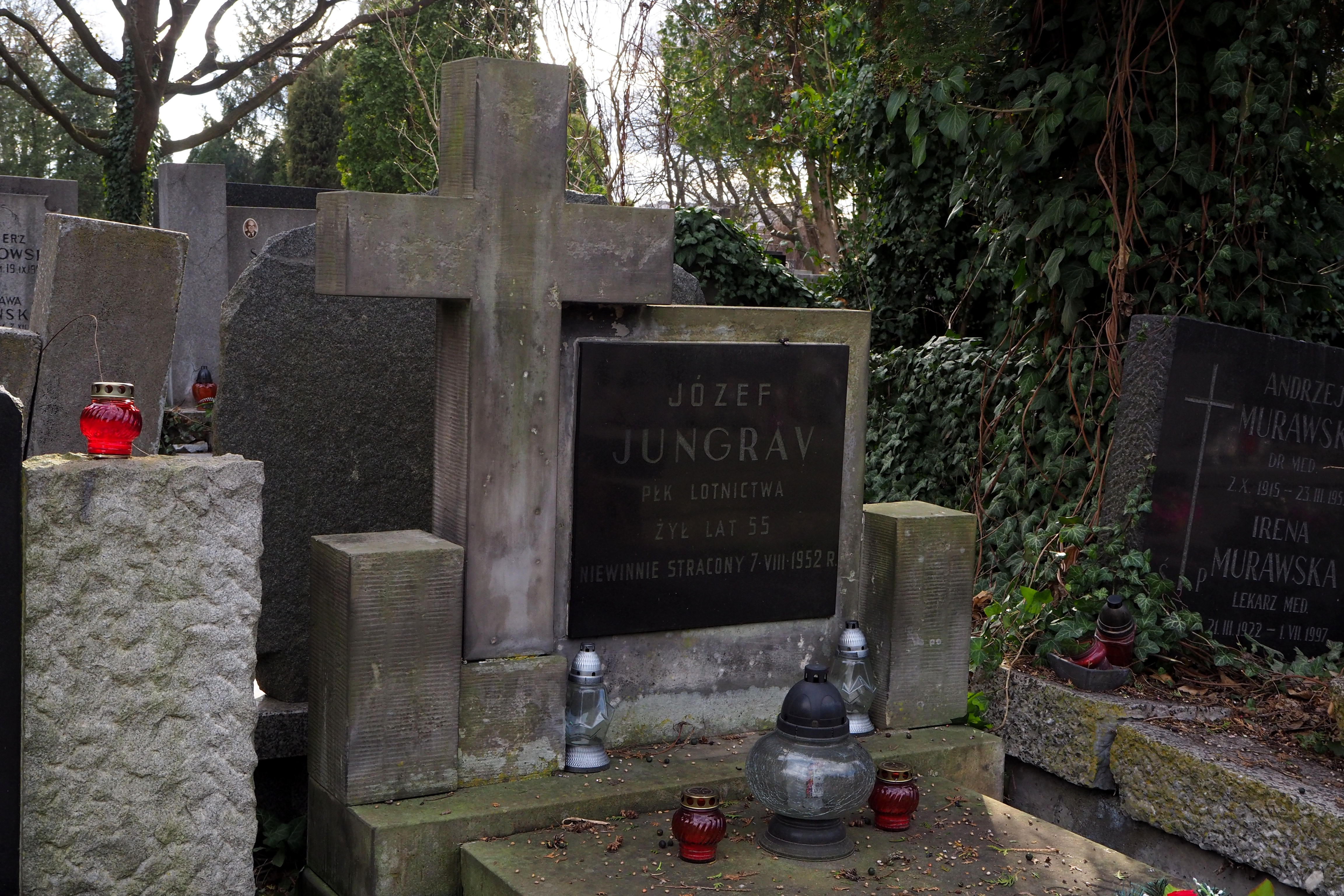
Grób płk Józefa Jungrava na Cmentarzu Wojskowym na Powązkach w Warszawie

Aresztowany19 marca 1951 pod bezzasadnym zarzutem i sądzony w tzw. procesie odpryskowym procesu gen. Tatara. Jego zeznania wraz z zeznaniami innych torturowanych oficerów posłużyły do skonstruowania aktu oskarżenia przeciwko gen. Józefowi Kuropiesce, który z kolei w swoich zeznaniach ”przyznał się” do ”utrzymywania kontaktów wywiadowczych za pośrednictwem Józefa Jungrava”. Oficerami prowadzącymi śledztwo byli płk Władysław Kochan oraz jego podkomendni. Na rozprawie 8 maja 1952 oskarżyciel ppłk Iwan Amons zażądał kary śmierci. 13 maja 1952 Józef Jungrav skazany został wraz z płk. Bernardem Adameckim, płk. Augustem Menczakiem, płk. Władysławem Minakowskim, płk. Szczepanem Ścibiorem i płk. Stanisławem Michowskim przez NSW 5/52 pod przewodnictwem płk. Piotra Parzenieckiego, sygn. Zg.R.7/52, na podstawie art.86 § 1 i 2 KK WP na karę śmierci. Wyrok został wykonany 7 sierpnia 1952 w Więzieniu Mokotowskim.
Grób symboliczny znajduje się na Cmentarzu Wojskowym (kwatera 28 B-II-3-22) oraz w Kwaterze „na Łączce”. 27 kwietnia 1956 r. został zrehabilitowany.

## Ordery i odznaczenia
- Krzyż Walecznych (trzykrotnie, m.in. 1920)
- Złoty Krzyż Zasługi (13 maja 1933)[15]
- Medal Niepodległości (2 sierpnia 1931)[16][17]
- Srebrny Krzyż Zasługi (19 marca 1931)[18]
- Odznaka Obserwatora nr 356 (6 sierpnia 1927)[19]
- Krzyż Oficerski Orderu Korony Rumunii (Rumunia, 1929)[20]
- Krzyż Oficerski Orderu Trzech Gwiazd (Łotwa, przed 1936)[21]
- Krzyż Kawalerski Orderu Legii Honorowej (Francja, 1920)
- Krzyż Kawalerski Orderu Orła Białego (Serbia)[22]
- Medal Zwycięstwa (Médaille Interalliée)
- bułgarska Odznaka Lotnicza (1929)[23]
- czechosłowacka Odznaka Obserwatora (1929)[23]
- francuska Odznaka Obserwatora (1929)[23]
- jugosłowiańska Odznaka Obserwatora (1929)[24]
- rumuńska Odznaka Obserwatora (1929)[24]